# Dayu (Purwoasri)
Dayu is een bestuurslaag in het regentschap Kediri van de provincie Oost-Java, Indonesië. Dayu telt 1259 inwoners (volkstelling 2010).